# Abydoslistan

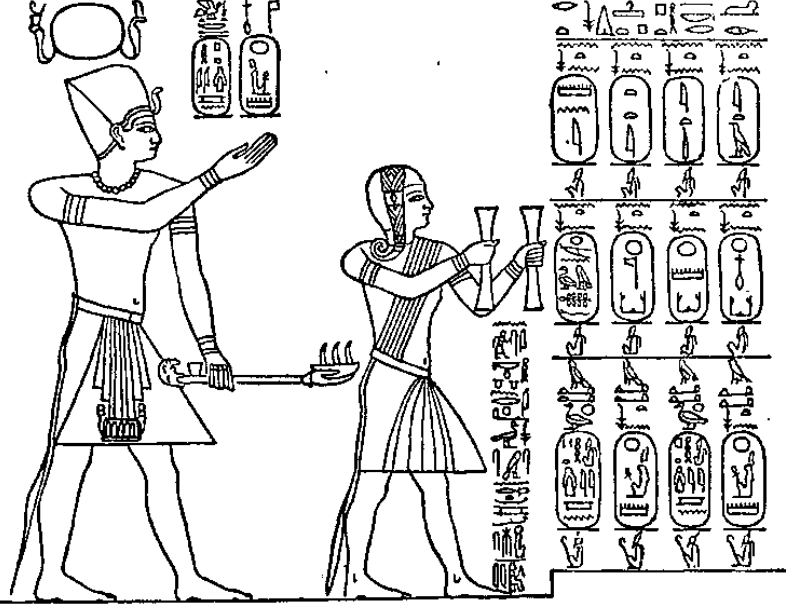
Början på kunglistan, visar Seti och hans son - Ramses II - som offrar gåvor till Ptah-Seker-Osiris, för deras 72 förfäders räkning - namngivna i kunglistan.

Abydoslistan eller Abydos Kungslista är en lista med namnen på 76 kungar och faraoner i Forntida Egypten. Den återfinns in situ på en vägg i Seti I's tempel vid Abydos i Egypten. Den består av tre rader med 38 kartuscher per rad. De två översta raderna innehåller namnen på kungarna, medan den tredje endast upprepar födelsenamnet (Usiri-sethi-merienptah) och regentnamnet (Menmaatre) för Seti I.
Abydoslistan är en viktig källa (tillsammans med de kungliga annalerna, Turinpapyrusen, Karnaklistan och Sakkaratabletten) för att bestämma tronföljden i det gamla Egypten. Flera faraoner blev uteslutna av politiska eller religiösa skäl — till exempel så saknas Hatshepsut, Akhenaten och Tutankhamon. Även faraonerna från de olika mellantiderna saknas.

## Innehållet i listan

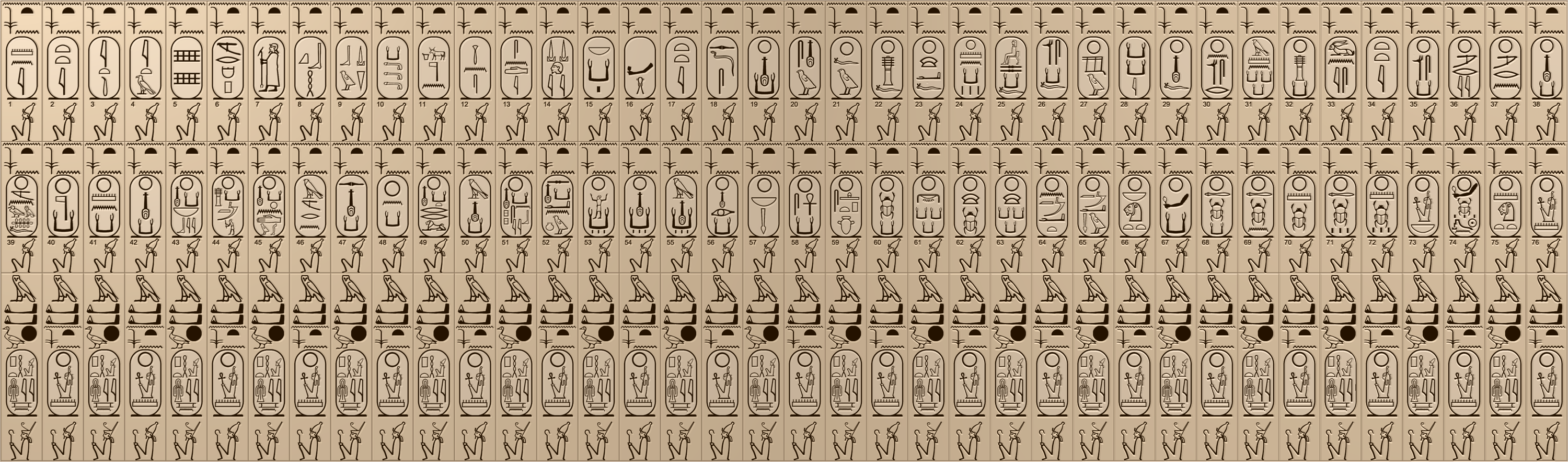
Avbildning av Abydoslistan.

### Första Dynastin
| Kartusch 1 till 8 | nr       | Namn i hieroglyfer | Modernt namn |
| ----------------- | -------- | ------------------ | ------------ |
|                   | 1        | Meni               | Menes        |
| 2                 | Teti     | Hor-Aha            |              |
| 3                 | Iti      | Djer               |              |
| 4                 | Ita      | Djet               |              |
| 5                 | Septi    | Den                |              |
| 6                 | Meribiap | Adjib              |              |
| 7                 | Semsu    | Semerkhet          |              |
| 8                 | Kebeh    | Ka                 |              |

### Andra Dynastin
| Kartusch 9 till 14 | nr       | Namn i hieroglyfer | Modernt namn  |
| ------------------ | -------- | ------------------ | ------------- |
|                    | 9        | Bedjau             | Hetepsekhemui |
| 10                 | Kakau    | Nebre              |               |
| 11                 | Banetjer | Ninetjer           |               |
| 12                 | Wadjnas  | Wneg               |               |
| 13                 | Sendi    | Senedj             |               |
| 14                 | Djadjay  | Khasekhemwy        |               |

### Tredje Dynastin
| Kartusch 15 till 19 | nr                 | Namn i hieroglyfer | Modernt namn |
| ------------------- | ------------------ | ------------------ | ------------ |
|                     | 15                 | Nebka              | Sanakht      |
| 16                  | Netjerykhet Djoser | Djoser             |              |
| 17                  | Teti               | Sekhemkhet         |              |
| 18                  | Sedjes             | Khaba              |              |
| 19                  | Neferkara          | Huni               |              |

### Fjärde Dynastin
| Kartusch 20 till 25 | nr         | Namn i hieroglyfer | Modernt namn |
| ------------------- | ---------- | ------------------ | ------------ |
|                     | 20         | Sneferu            | Snofru       |
| 21                  | Khufu      | Cheops             |              |
| 22                  | Djedefre   | Djedefre           |              |
| 23                  | Khafra     | Chephren           |              |
| 24                  | Menkaura   | Mykerinos          |              |
| 25                  | Shepseskaf | Shepseskaf         |              |

### Femte Dynastin
| Kartusch 26 till 33 | nr        | Namn i hieroglyfer | Modernt namn |
| ------------------- | --------- | ------------------ | ------------ |
|                     | 26        | Userkaf            | Userkaf      |
| 27                  | Sahure    | Sahure             |              |
| 28                  | Kakai     | Neferirkare        |              |
| 29                  | Neferefre | Neferefre          |              |
| 30                  | Nyuserre  | Niuserre           |              |
| 31                  | Menkauhor | Menkauhor          |              |
| 32                  | Djedkare  | Djedkare           |              |
| 33                  | Unis      | Unas               |              |

### Sjätte Dynastin
| Kartusch 34 till 39 | nr              | Namn i hieroglyfer | Modernt namn |
| ------------------- | --------------- | ------------------ | ------------ |
|                     | 34              | Teti               | Teti         |
| 35                  | Userkare        | Userkare           |              |
| 36                  | Meryre          | Pepi I             |              |
| 37                  | Merenre         | Nemtiemsaf II      |              |
| 38                  | Neferkare       | Pepi II            |              |
| 39                  | Merenre Saemsaf | Nemtiemsaf II      |              |

### Åttonde Dynastin
| Kartusch 40 till 47 | nr               | Namn i hieroglyfer | Modernt namn |
| ------------------- | ---------------- | ------------------ | ------------ |
|                     | 40               | Netjerikare        | Neterikare   |
| 41                  | Menkara          | Menkare            |              |
| 42                  | Neferkara        | Neferkare II       |              |
| 43                  | Neferkara Nebi   | Neferkare Nebi     |              |
| 44                  | Djedkara Shemai  | Djedkara Shemai    |              |
| 45                  | Neferkara Chendu | Neferkara Chendu   |              |
| 46                  | Merenhor         | Merenhor           |              |
| 47                  | Sneferka         | Neferkamin         |              |

| Kartusch 48 till 56 | nr                  | Namn i hieroglyfer | Modernt namn |
| ------------------- | ------------------- | ------------------ | ------------ |
|                     | 48                  | Nikare             | Nikara I     |
| 49                  | Neferkare Tereru    | Tereru             |              |
| 50                  | Neferkahor          | Neferkahor         |              |
| 51                  | Neferkare Pepiseneb | Pepiseneb          |              |
| 52                  | Sneferka Anu        | Neferkamin Anu     |              |
| 53                  | Kaukara             | Kakare Ibi         |              |
| 54                  | Neferkaure          | Neferkaure II      |              |
| 55                  | Neferkauhor         | Neferkauhor        |              |
| 56                  | Neferirkare         | Neferirkare        |              |

### Elfte/Tolfte Dynastierna
| Kartusch 57 till 61 | nr          | Namn i hieroglyfer | Modernt namn  |
| ------------------- | ----------- | ------------------ | ------------- |
|                     | 57          | Nebhepetre         | Mentuhotep II |
| 58                  | Sankhkare   | Mentuhotep III     |               |
| 59                  | Sehetepibre | Amenemhet I        |               |
| 60                  | Kheperkare  | Senusret I         |               |
| 61                  | Nebukaure   | Amenemhet II       |               |

| Kartusch 62 till 65 | nr         | Namn i hieroglyfer | Modernt namn |
| ------------------- | ---------- | ------------------ | ------------ |
|                     | 62         | Khakeperre         | Senusret II  |
| 63                  | Khakaure   | Senusret III       |              |
| 64                  | Nemaatre   | Amenemhet III      |              |
| 65                  | Maakherure | Amenemhet IV       |              |

### Artonde Dynastin
| Kartusch 66 till 74 | nr                        | Namn i hieroglyfer | Modernt namn |
| ------------------- | ------------------------- | ------------------ | ------------ |
|                     | 66                        | Nebpehtira         | Ahmose       |
| 67                  | Djeserkara                | Amenhotep I        |              |
| 68                  | Aakheperkara              | Thutmosis I        |              |
| 69                  | Aakheperenra              | Thutmosis II       |              |
| 70                  | Menkheperra               | Thutmosis III      |              |
| 71                  | Aakheperura               | Amenhotep II       |              |
| 72                  | Menkheperura              | Thutmosis IV       |              |
| 73                  | Nebmaatra                 | Amenhotep III      |              |
| 74                  | Djeserkheperura Setepenra | Horemheb           |              |

### Nittonde Dynastin
| Kartusch 75 och 76 | nr        | Namn i hieroglyfer | Modernt namn |
| ------------------ | --------- | ------------------ | ------------ |
|                    | 75        | Menpehtira         | Ramses I     |
| 76                 | Menmaatra | Seti I             |              |